# Oblężenie Haarlemu
Oblężenie Haarlemu – oblężenie miasta Haarlem, które miało miejsce w latach 1572–1573 w trakcie wojny osiemdziesięcioletniej.
Pod koniec roku 1572 w okolicy Amsterdamu zamarzła na lodzie flotylla holenderskich statków, których załogi wybudowały lodową twierdzę w ich pobliżu. Atak hiszpański na lodowe umocnienia zakończył się klęską i stratą setek zabitych. Następnego dnia lód stopniał, umożliwiając okrętom ucieczkę. Kolejnym celem Hiszpanów stało się miasto Haarlem oddzielone od Amsterdamu zamarzniętym jeziorem Haarlemmermeer. 30 000 Hiszpanów księcia Alby rozpoczęło atak na miasto, ostrzeliwując mury z dział. Szturm został odparty i przyniósł atakującym wysokie straty. Do krwawych starć doszło również w urządzonych przez obie strony podkopach. W styczniu 1573 r. Hiszpanie przypuścili kolejny szturm, również odparty przez Holendrów. Obie strony nie okazywały litości jeńcom, wieszając ich publicznie na oczach przeciwnika. Wiosną Hiszpanom udało się odciąć Holendrów od najważniejszej drogi zaopatrzeniowej na jeziorze. W lipcu załoga pozbawiona żywności skapitulowała. Hiszpanie oszczędzili niemieckich i angielskich najemników, zabijając pozostałych żołnierzy załogi i mieszkańców (ponad 2000 osób).